# Wyższa Szkoła Nauczycielska w Szczecinie
Wyższa Szkoła Nauczycielska w Szczecinie – nieistniejąca państwowa uczelnia pedagogiczna 
Wyższa Szkoła Nauczycielska w Szczecinie (WSN) powstała w 1968 jako Filia Uniwersytetu im. Adama Mickiewicza w Poznaniu. Działała ona obok II Studium Nauczycielskiego istniejącego od 1958 (zob. historia Liceum Pedagogicznego nr 1). Organizatorem i pierwszym gospodarzem – wicerektorem szczecińskiej filii Uniwersytetu im. Adama Mickiewicza w Poznaniu w pierwszym roku działania szkoły był Antoni Warzecha. W 1969 na stanowisko rektora powołano historyka, profesora Henryka Lesińskiego. WSN w ciągu 5 lat działania wykształciła około 900 nauczycieli i pracowników kultury na czterech wydziałach:
- Humanistycznym
- Matematyczno-Przyrodniczym
- Nauczania Początkowego
- Wychowania Fizycznego.

1 października 1973 została przekształcona w Wyższą Szkołę Pedagogiczną, która 21 lipca 1984 weszła w skład nowo utworzonego Uniwersytetu Szczecińskiego.